# Copa da UEFA de 2003–04
A Copa da UEFA 2003–04 foi disputada entre Julho de 2003 e Maio de 2004.
Nesta época foi a última vez que a prova tinha o seguinte formato:
- Fase de qualificação
- Primeira fase
- Segunda fase
- Terceira fase
- Quarta fase
- Quartas-de-final
- Semifinais
- Final

A final, em partida única, foi disputada em Maio de 2004 no Estádio Ullevi de Gotemburgo, na Suécia.

## Fase de qualificação
A Fase de Classificação começou no dia 12 de Agosto a 28 de Agosto de 2003.
Nesta fase disputaram 80 equipes.
| Equipe 1             | Total | Equipe 2              | 1.º jogo | 2.º jogo |
| -------------------- | ----- | --------------------- | -------- | -------- |
| AIK                  | 1-0   | Fylkir                | 1-0      | 0-0      |
| Vllaznia Shkodër     | 0-6   | Dundee                | 0-2      | 0-4      |
| Levadia Tallinn      | 3-6   | Varaždin              | 1-3      | 2-3      |
| Esbjerg              | 9-1   | FC Santa Coloma       | 5-0      | 4-1      |
| Željezničar Sarajevo | 4-1   | Anorthosis            | 1-0      | 3-1      |
| Hapoel Tel Aviv      | 3-2   | Banants               | 1-1      | 2-1      |
| Brøndby              | 5-0   | Dínamo Minsk          | 3-0      | 2-0      |
| Malmö FF             | 6-0   | Portadown             | 4-0      | 2-0      |
| Dinamo București     | 6-3   | Liepājas Metalurgs    | 5-2      | 1-1      |
| Valletta             | 0-4   | Neuchâtel Xamax       | 0-2      | 0-2      |
| Kärnten              | 3-2   | Grindavík             | 2-1      | 1-1      |
| Viktoria Žižkov      | 6-1   | Astana-1964           | 3-0      | 3-1      |
| Sarajevo             | 1-4   | Sartid                | 1-1      | 0-3      |
| APOEL                | 5-1   | Derry City            | 2-1      | 3-0      |
| Litex Lovech         | 0-2   | Zimbru Chișinău       | 0-0      | 0-2      |
| Neman Grodno         | 1-1   | Steaua București      | 1-1      | 0-0      |
| Etzella Ettelbruck   | 1-9   | Kamen Ingrad          | 1-2      | 0-7      |
| Manchester City      | 7-0   | The New Saints        | 5-0      | 2-0      |
| Molde                | 6-0   | KÍ                    | 2-0      | 4-0      |
| Odense               | 4-1   | TVMK Tallinn          | 1-1      | 3-0      |
| Ventspils            | 3-3   | Wisła Płock           | 1-1      | 2-2      |
| MYPA                 | 5-4   | Young Boys            | 3-2      | 2-2      |
| Vaduz                | 0-2   | Dnipro Dnipropetrovsk | 0-1      | 0-1      |
| Coleraine            | 2-6   | União de Leiria       | 2-1      | 0-5      |
| Dyskobolia Grodzisk  | 6-1   | Atlantas              | 2-0      | 4-1      |
| Dinamo Tirana        | 1-7   | Lokeren               | 0-4      | 1-3      |
| Cwmbrân Town         | 0-6   | Maccabi Haifa         | 0-3      | 0-3      |
| Publikum             | 12-2  | Belasica              | 7-2      | 5-0      |
| Cementarnica 55      | 1-1   | GKS Katowice          | 0-0      | 1-1      |
| Púchov               | 6-0   | Sioni Bolnisi         | 3-0      | 3-0      |
| Estrela Vermelha     | 8-2   | Nistru Otaci          | 5-0      | 3-2      |
| Ekranas              | 2-3   | Debrecen              | 1-1      | 1-2(aet) |
| Birkirkara           | 0-6   | Ferencváros           | 0-5      | 0-1      |
| Haka                 | 2-2   | Hajduk Split          | 2-1      | 0-1      |
| Torpedo Moscou       | 9-0   | Domagnano             | 5-0      | 4-0      |
| Atyrau               | 1-6   | Levski Sofia          | 1-4      | 0-2      |
| Olimpija Ljubljana   | 4-2   | Shelbourne            | 1-0      | 3-2      |
| Lens                 | 5-0   | Torpedo Kutaisi       | 3-0      | 2-0      |
| Nordsjælland         | 6-0   | Shirak                | 4-0      | 2-0      |
| Artmedia Petrzalka   | 2-0   | F91 Dudelange         | 1-0      | 1-0      |
| NSÍ                  | 1-9   | Lyn                   | 1-3      | 0-6      |

## Primeira fase
A Primeira Eliminatória da competição teve inicio em Setembro de 2004, com 96 equipes competindo pelo troféu que estava no poder do Futebol Clube do Porto, que conquistou a edição anterior.
Das 96 equipes participantes, 48 se classificaram da Segunda Eliminatória da Taça da UEFA.
Formaram-se 48 cruzamentos de dois jogos, sendo que não poderia haver confrontos entre equipes de mesmo país.
A Primeira Eliminatória teve inicio dia 24 de Setembro e finalizou-se no dia 16 de Outubro.
| Time #1            | Result.   | Time #2               | 1ª Mão | 2ª Mão |
| ------------------ | --------- | --------------------- | ------ | ------ |
| AIK                | 0-2       | Valencia              | 0-1    | 0-1    |
| Dinamo București   | 5-2       | Shakhtar Donetsk      | 3-2    | 2-0    |
| Maccabi Haifa      | 4-3       | Publikum              | 2-1    | 2-2    |
| Dundee             | 1-3       | Perugia               | 0-1    | 1-2    |
| Cementarnica 55    | 0-6       | Lens                  | 0-1    | 0-5    |
| Newcastle          | 6-0       | NAC Breda             | 5-0    | 1-0    |
| Panionios          | 3-1       | Nordsjælland          | 1-0    | 2-1    |
| Hearts             | 2-0       | Željezničar Sarajevo  | 0-0    | 2-0    |
| Gençlerbirliği     | 4-2       | Blackburn             | 3-1    | 1-1    |
| Púchov             | 1-9       | Barcelona             | 1-1    | 0-8    |
| Dínamo Zagreb      | 3-1       | MTK                   | 0-0    | 3-1    |
| Hapoel Ramat Gan   | 0-5       | Levski Sofia          | 0-1    | 0-4    |
| Sartid             | 2-4       | Slavia Praga          | 1-2    | 1-2    |
| Villarreal         | 3-2       | Trabzonspor           | 0-0    | 3-2    |
| Grasshoppers       | 1-1       | Hajduk Split          | 1-1    | 0-0    |
| Hertha Berlin      | 0-1       | Dyskobolia Grodzisk   | 0-0    | 0-1    |
| Vålerenga          | 1-1       | Grazer AK             | 1-1    | 0-0    |
| Zimbru Chișinău    | 2-3       | Aris Thessaloniki     | 1-1    | 1-2    |
| Varaždin           | 3-6       | Debrecen              | 1-3    | 2-3    |
| União de Leiria    | 2-3       | Molde                 | 1-0    | 1-3    |
| Austria Wien       | 1-3       | Borussia Dortmund     | 1-2    | 0-1    |
| Auxerre            | 2-0       | Neuchâtel Xamax       | 1-0    | 1-0    |
| Ventspils          | 1-10      | Rosenborg             | 1-4    | 0-6    |
| Gaziantepspor      | 1-0       | Hapoel Tel Aviv       | 1-0    | 0-0    |
| Odense             | 5-6       | Estrela Vermelha      | 2-2    | 3-4    |
| Sporting           | 3-0       | Malmö FF              | 2-0    | 1-0    |
| Utrecht            | 6-0       | Žilina                | 2-0    | 4-0    |
| Metalurh Donetsk   | 1-4       | Parma                 | 1-1    | 0-3    |
| MYPA               | 0-3       | Sochaux               | 0-1    | 0-2    |
| Southampton        | 1-2       | Steaua București      | 1-1    | 0-1    |
| Roma               | 5-1       | Vardar                | 4-0    | 1-1    |
| Manchester City    | 4-2       | Lokeren               | 3-2    | 1-0    |
| Spartak Moscou     | 3-1       | Esbjerg               | 2-1    | 1-0    |
| CSKA Sófia         | 2-2(g.p.) | Torpedo Moscou        | 1-1    | 1-1    |
| Ferencváros        | 2-2(g.p.) | Copenhague            | 1-1    | 1-1    |
| APOEL              | 3-6       | Mallorca              | 1-2    | 2-4    |
| Olimpija Ljubljana | 1-4       | Liverpool             | 1-1    | 0-3    |
| PAOK               | 3-1       | Lyn                   | 0-1    | 3-0    |
| Malatyaspor        | 2-3       | Basel                 | 0-2    | 2-1    |
| Louviéroise        | 1-2       | Benfica               | 1-1    | 0-1    |
| Red Bull Salzburg  | 2-2       | Udinese               | 0-1    | 2-1    |
| Brøndby            | 2-0       | Viktoria Žižkov       | 1-0    | 1-0    |
| Kaiserslautern     | 1-3       | Teplice               | 1-2    | 0-1    |
| Hamburgo           | 2-4       | Dnipro Dnipropetrovsk | 2-1    | 0-3    |
| Bordeaux           | 3-2       | Artmedia Petrzalka    | 2-1    | 1-1    |
| Wisła Kraków       | 4-2       | NEC                   | 2-1    | 2-1    |
| Kamen Ingrad       | 0-1       | Schalke 04            | 0-0    | 0-1    |
| Feyenoord          | 3-1       | Kärnten               | 2-1    | 1-0    |

## Segunda fase
As 48 equipes que se classificaram da Primeira Eliminatória são feitos 24 cruzamentos de dois jogos, sendo que não poderia haver confrontos entre equipes de mesmo país.
A Segunda Eliminatória teve inicio dia 29 de Outubro e finalizou-se no dia 11 de Dezembro.
| Time #1                  | Result.   | Time #2                                  | 1ª Mão | 2ª Mão |
| ------------------------ | --------- | ---------------------------------------- | ------ | ------ |
| Rosenborg B.K.           | 1-0       | Red Star Belgrade                        | 0-0    | 1-0    |
| Dinamo Zagreb            | 1-3       | Dnipro Dnipropetrovsk                    | 0-2    | 1-1    |
| Borussia Dortmund        | 2-6       | FC Sochaux-Montbéliard                   | 2-2    | 0-4    |
| Manchester City FC       | 1-1       | Dyskobolia Grodzisk                      | 1-1    | 0-0    |
| SL Benfica               | 5-1       | Molde FK                                 | 3-1    | 2-0    |
| SK Slavia Praha          | 2-2       | Profesionalen Futbolen Klub Levski Sofia | 2-2    | 0-0    |
| FC Spartak Moscovo       | 5-3       | Dinamo Bucureşti                         | 4-0    | 1-3    |
| Gaziantepspor            | 6-1       | RC Lens                                  | 3-0    | 3-1    |
| FC Schalke 04            | 3-3(g.p.) | Brøndby IF                               | 2-1    | 1-2    |
| Perugia Calcio           | 3-1       | Aris FC                                  | 2-0    | 1-1    |
| FC Utrecht               | 0-4       | AJ Auxerre                               | 0-0    | 0-4    |
| Steaua Bucureşti         | 1-2       | Liverpool F.C.                           | 1-1    | 0-1    |
| Vålerenga I.F.           | (g.p.)0-0 | Wisła Kraków                             | 0-0    | 0-0    |
| PAOK                     | 1-1       | Debreceni VSC                            | 1-1    | 0-0    |
| FC København             | 2-3       | RCD Mallorca                             | 1-2    | 1-1    |
| FC Basel                 | 2-4       | Newcastle United F.C.                    | 2-3    | 0-1    |
| A.S. Roma                | 2-1       | Hajduk Split                             | 1-0    | 1-1    |
| Gençlerbirliği           | 4-1       | Sporting Clube de Portugal               | 1-1    | 3-0    |
| Villarreal CF            | 2-1       | FC Torpedo Moscou                        | 2-0    | 0-1    |
| Feyenoord Rotterdam      | 1-3       | FK Teplice                               | 0-2    | 1-1    |
| FC Girondins de Bordeaux | 2-1       | Heart of Midlothian F.C.                 | 0-1    | 2-0    |
| Panionios NFC            | 0-5       | FC Barcelona                             | 0-3    | 0-2    |
| Austria Salzburg         | 0-9       | Parma F.C.                               | 0-4    | 0-5    |
| Valencia CF              | 4-0       | Maccabi Haifa                            | 0-0    | 4-0    |

## Terceira fase
Nesta fase realizou-se o sorteio para decidir os cruzamentos disputados como eliminatórias de ida e volta.
As partidas de ida se disputaram nos dias 26 de Fevereiro. A volta da eliminatória ocorreu dia 3 de Março.
| Equipe 1               | Total      | Equipe 2                                 | 1.º jogo | 2.º jogo |
| ---------------------- | ---------- | ---------------------------------------- | -------- | -------- |
| Brøndby IF             | 1-3        | FC Barcelona                             | 0-1      | 1-2      |
| Parma F.C.             | 0-4        | Gençlerbirliği                           | 0-1      | 0-3      |
| SL Benfica             | 2-2 (g.f.) | Rosenborg B.K.                           | 1-0      | 1-2      |
| Olympique de Marseille | 1-0        | Dnipro Dnipropetrovsk                    | 1-0      | 0-0      |
| Celtic F.C.            | 3-1        | FK Teplice                               | 3-0      | 0-1      |
| Perugia Calcio         | 1-3        | PSV Eindhoven                            | 0-0      | 1-3      |
| Dyskobolia Grodzisk    | 1-5        | FC Girondins de Bordeaux                 | 0-1      | 1-4      |
| Valencia CF            | 5-2        | Beşiktaş J.K.                            | 3-2      | 2-0      |
| Galatasaray            | 2-5        | Villarreal CF                            | 2-2      | 0-3      |
| Club Brugge            | 1-0        | Debrecen                                 | 1-0      | 0-0      |
| FC Sochaux-Montbéliard | 2-2 (g.f.) | Internazionale Milano F.C.               | 2-2      | 0-0      |
| Liverpool F.C.         | 6-2        | Profesionalen Futbolen Klub Levski Sofia | 2-0      | 4-2      |
| FC Spartak Moscow      | 1-3        | RCD Mallorca                             | 0-3      | 1-0      |
| Gaziantepspor          | 1-2        | A.S. Roma                                | 1-0      | 0-2      |
| AJ Auxerre             | 1-0        | Panathinaikos                            | 0-0      | 1-0      |
| Vålerenga I.F.         | 2-4        | Newcastle United F.C.                    | 1-1      | 1-3      |

Legenda:
- g.f. - equipa apurou-se pela Regra do gol fora de casa

## Oitavos de final
| Equipe 1         | Total | Equipe 2       | 1.º jogo | 2.º jogo  |
| ---------------- | ----- | -------------- | -------- | --------- |
| Celtic           | 1–0   | Barcelona      | 1–0      | 0–0       |
| Gençlerbirliği   | 1–2   | Valencia       | 1–0      | 0–2 (a.p) |
| Bordeaux         | 4–1   | Club Brugge    | 3–1      | 1–0       |
| Newcastle United | 7–1   | Mallorca       | 4–1      | 3–0       |
| Auxerre          | 1–4   | PSV Eindhoven  | 1–1      | 0–3       |
| Benfica          | 3–4   | Internazionale | 0–0      | 3–4       |
| Liverpool        | 2–3   | Marseille      | 1–1      | 1–2       |
| Villarreal       | 3–2   | Roma           | 2–0      | 1–2       |

## Finais
|  | Quartas-de-final         | Quartas-de-final         |            |       | Semifinal               | Semifinal               |  |  | Final      | Final      |
|  | 8 de abril e 14 de abril | 8 de abril e 14 de abril |            |       | 28 de abril e 5 de maio | 28 de abril e 5 de maio |  |  | 19 de maio | 19 de maio |
|  |                          |                          |            |       |                         |                         |  |  |            |            |
|  |                          |                          |            |       |                         |                         |  |  |            |            |
|  |                          |                          |            |       |                         |                         |  |  |            |            |
|  | Celtic                   | 1-0-1                    |            |       |                         |                         |  |  |            |            |
|  | Celtic                   | 1-0-1                    |            |       |                         |                         |  |  |            |            |
|  | Villarreal               | 1-2-2                    |            |       |                         |                         |  |  |            |            |
|  | Villarreal               | 1-2-2                    | Villarreal | 0-0-0 |                         |                         |  |  |            |            |
|  |                          |                          | Villarreal | 0-0-0 |                         |                         |  |  |            |            |
|  |                          | Valencia                 | 0-1-1      |       |                         |                         |  |  |            |            |
|  | Bordeaux                 | Valencia                 | 0-1-1      | 1-1-2 |                         |                         |  |  |            |            |
|  | Bordeaux                 |                          |            | 1-1-2 |                         |                         |  |  |            |            |
|  | Valencia                 | 2-2-4                    |            |       |                         |                         |  |  |            |            |
|  | Valencia                 | 2-2-4                    | Valencia   | 2     |                         |                         |  |  |            |            |
|  |                          |                          | Valencia   | 2     |                         |                         |  |  |            |            |
|  |                          | Olympique de Marselha    | 0          |       |                         |                         |  |  |            |            |
|  | PSV Eindhoven            | Olympique de Marselha    | 0          | 1-1-2 |                         |                         |  |  |            |            |
|  | PSV Eindhoven            |                          |            | 1-1-2 |                         |                         |  |  |            |            |
|  | Newcastle                | 1-2-3                    |            |       |                         |                         |  |  |            |            |
|  | Newcastle                | 1-2-3                    | Newcastle  | 0-0-0 |                         |                         |  |  |            |            |
|  |                          |                          | Newcastle  | 0-0-0 |                         |                         |  |  |            |            |
|  |                          | Olympique de Marselha    | 0-2-2      |       |                         |                         |  |  |            |            |
|  | Olympique de Marselha    | Olympique de Marselha    | 0-2-2      | 1-1-2 |                         |                         |  |  |            |            |
|  | Olympique de Marselha    |                          |            | 1-1-2 |                         |                         |  |  |            |            |
|  | Internazionale           | 0-0-0                    |            |       |                         |                         |  |  |            |            |
|  | Internazionale           | 0-0-0                    |            |       |                         |                         |  |  |            |            |

## Campeão
| Taça UEFA 2003-04                   |
| ----------------------------------- |
| Valencia Club de Fútbol (1º título) |

 campeão invicto.